# Asiento plegable

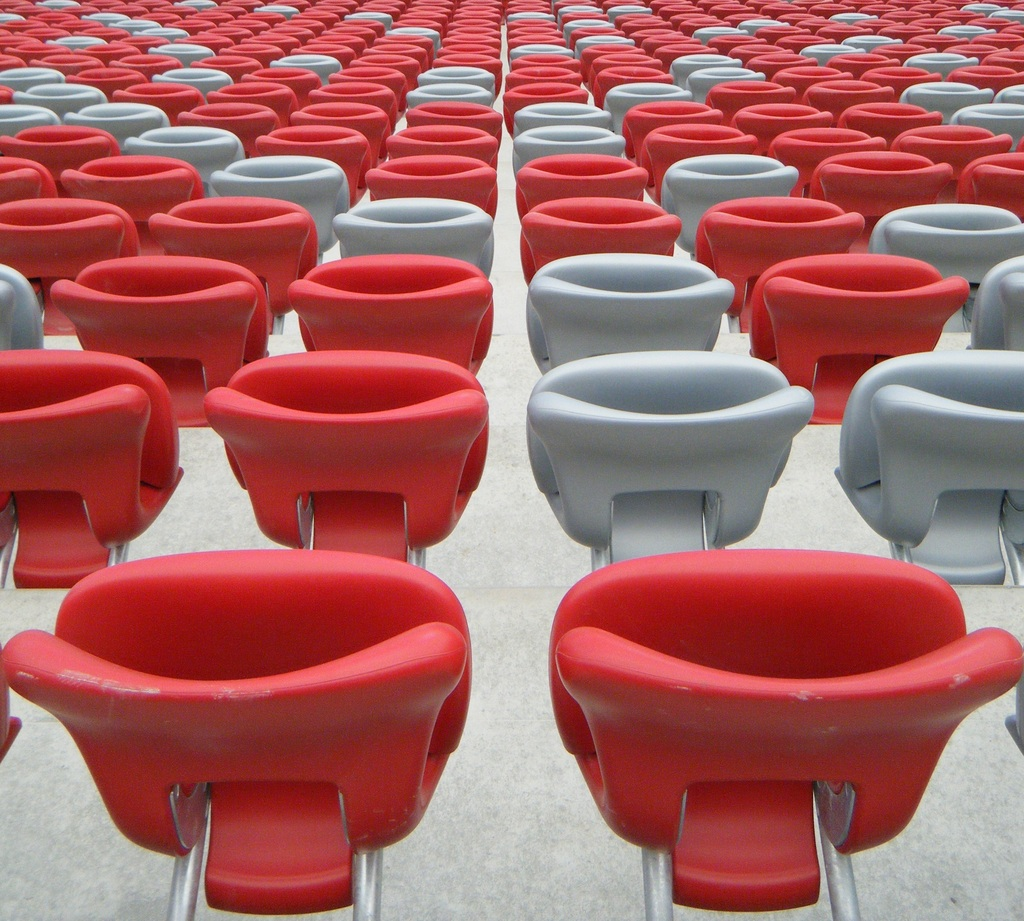
Asientos del estadio plegables estándar (en colores rojo y plata) en el Estadio Nacional de Varsovia

Un asiento plegable es un asiento para personas que se pliega cuando no se utiliza para crear más espacio para otras necesidades, Por ejemplo, en el transporte público, para dejar paso o espacio de pie, o como espacio de almacenamiento para en sillas de ruedas, cochecitos, bicicletas, equipaje.  Los asientos plegables suelen facilitar el paso o entrada y salida cuando no se utilizan. La limpieza del suelo también se facilita con los asientos doblados.

## Uso
Los asientos plegables suelen facilitar el paso o entrada y salida cuando no se utilizan. Se pueden utilizar en:
- edificios (p. Por ejemplo, estadios, escenarios, teatros, cines, aulas, iglesias (sillerías del coro), estudios de radiodifusión, ascensores, duchas)
- Vehículos (autobuses, trenes (locomotoras, asientos de cabina), metro, maquinaria de construcción, camiones, coches, vehículos médicos, tanques militares (p. e. M47) etc.) o
- Aviones comerciales, aviones de transporte, etc.

En los coches, los asientos plegables pueden ofrecer asientos adicionales como asientos de emergencia. Los asientos de los coches que se pueden plegar hacia delante y/o bajar si es necesario, normalmente para crear más espacio de almacenamiento en la zona posterior (maletero), también se llaman asientos plegables.
En los aviones suelen tener asientos plegables para la tripulación en el momento del aterrizaje.

## Tipos
Los asientos plegables se pueden fabricar en distintos diseños y combinaciones, por ejemplo. :
- Asiento plegable individual con o sin respaldo
- Asiento plegable individual con o sin apoyabrazos
- Asiento plegable con montaje empotrado a ras de la pared
- Asiento de banco plegable.

El asiento puede ser de madera o plástico o se puede tapizar con cuero artificial, cuero real o textiles, etc. Los asientos plegables a menudo se diseñan de forma que se pliegan automáticamente cuando una persona sentada se levanta. Esto se puede conseguir mediante un peso en el borde posterior (con pivotes laterales) o un mecanismo de muelle.

## Ejemplos

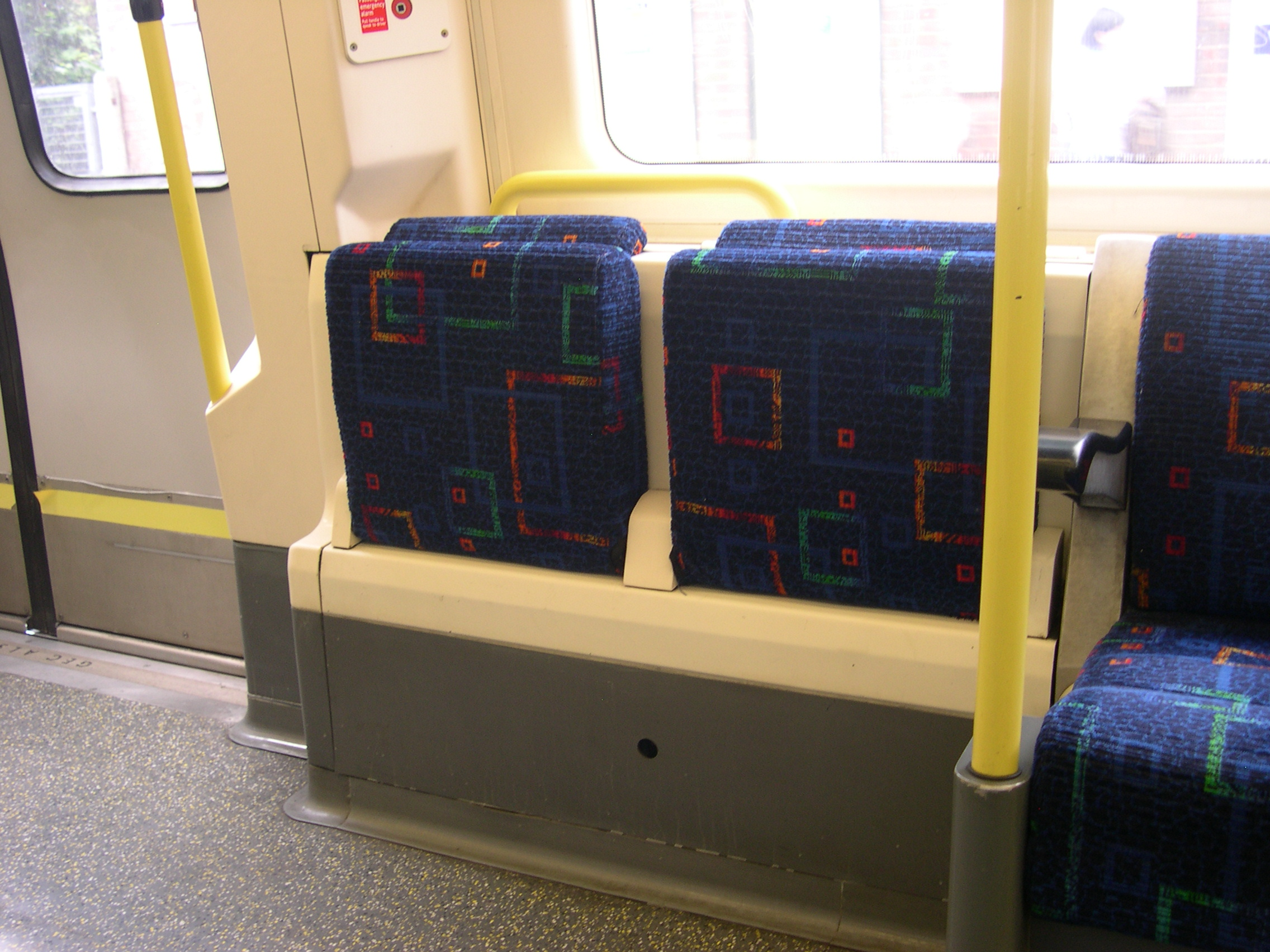
Asientos plegables en el metro de Londres Stock 1995
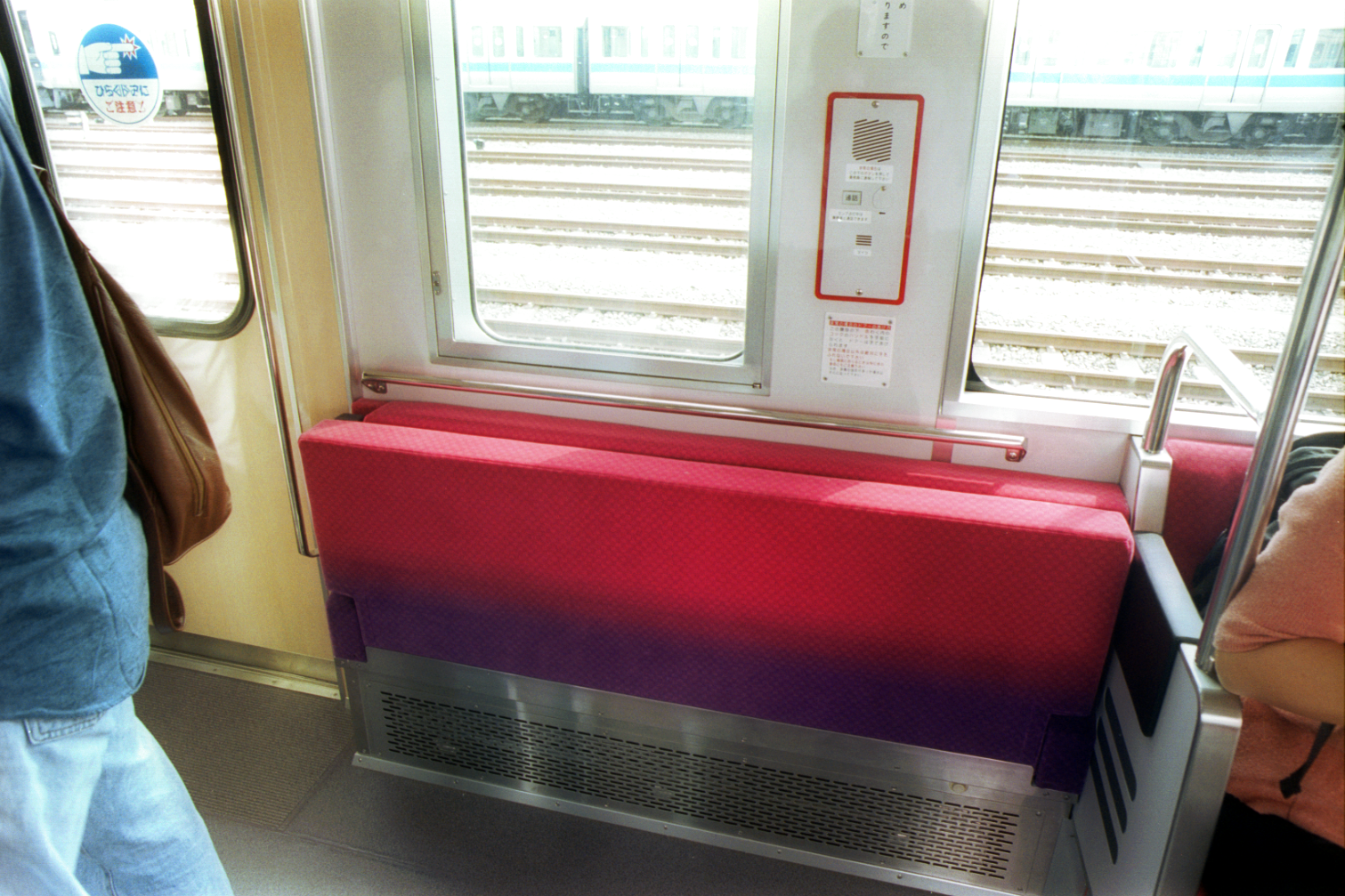
Asiento plegable (banco plegable) en un coche de pasajerosde laserie Odakyu 3000
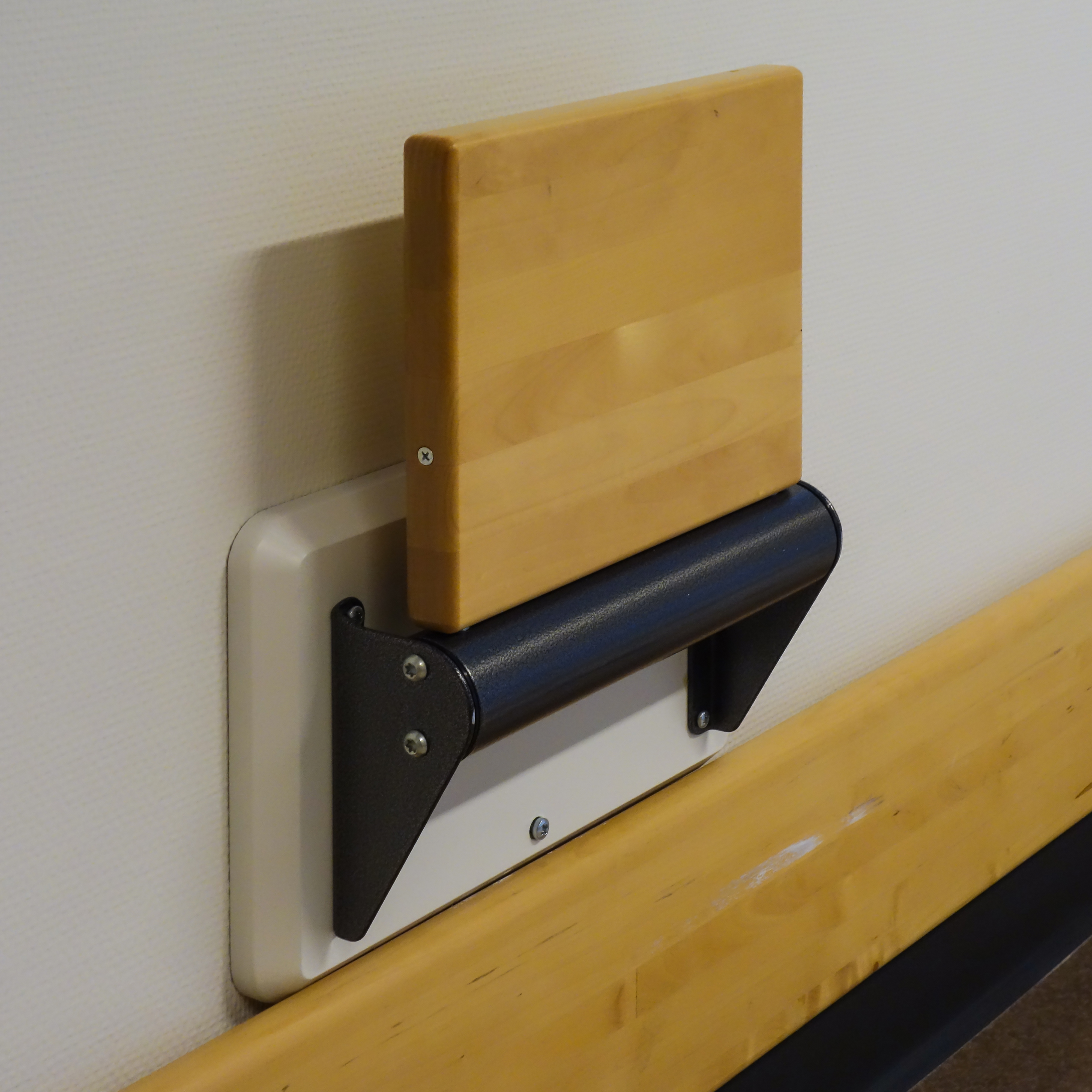
Asiento plegable en un pasillo del hospital de NÄL, Suecia
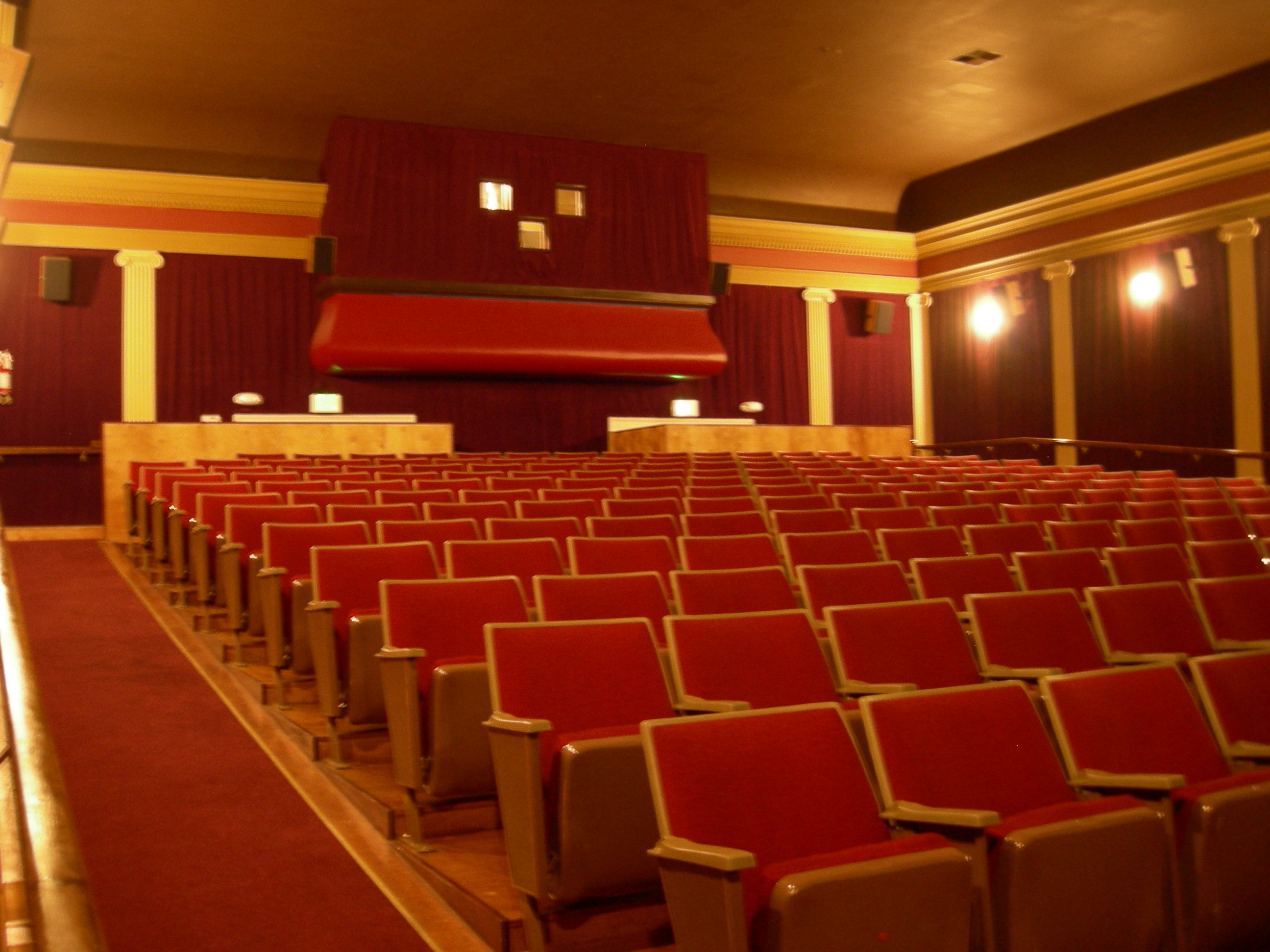
Auditorio principal, Columbia City Cine, Seattle, EE.UU.
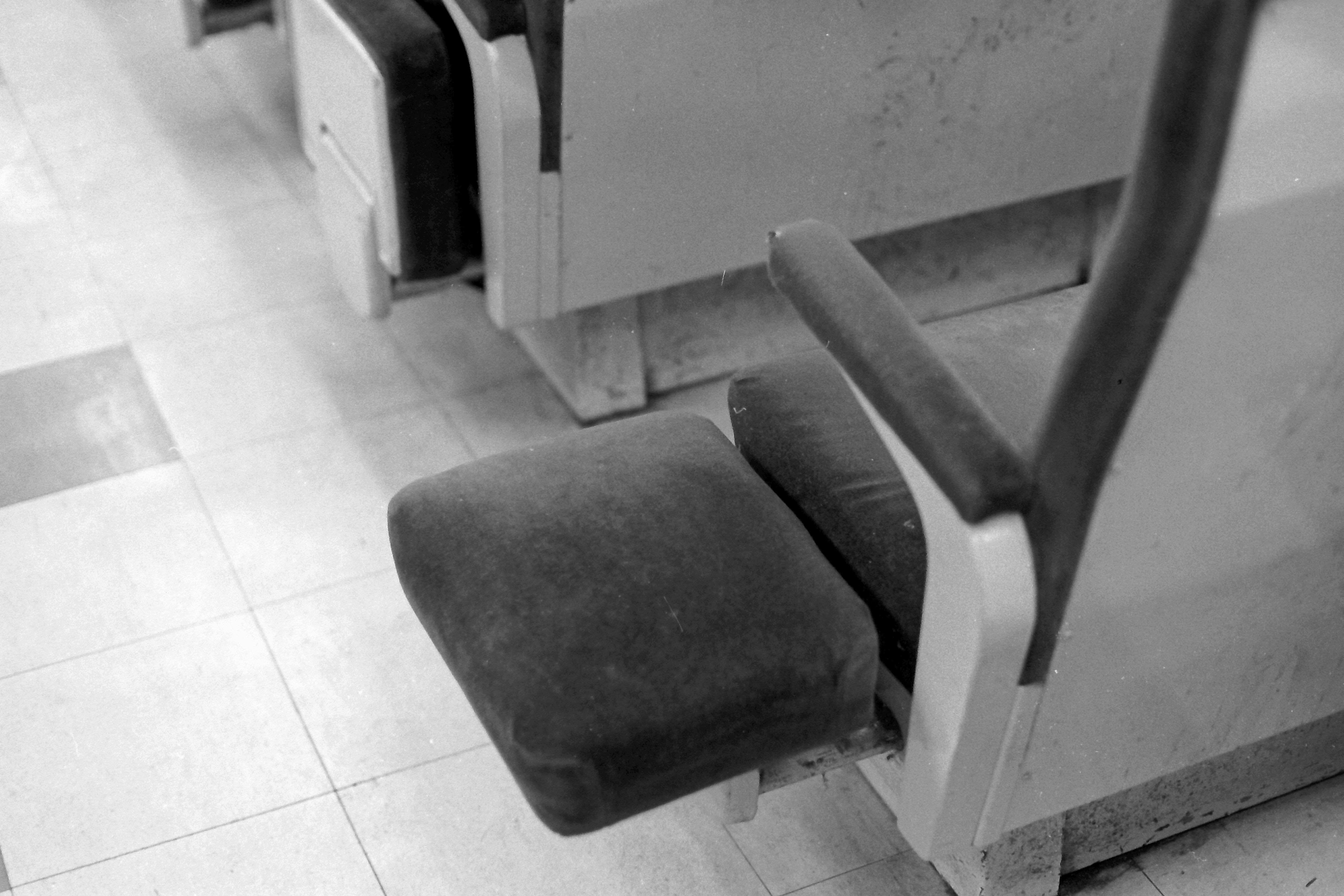
Asiento plegable en la cabina normal del Awa Maru
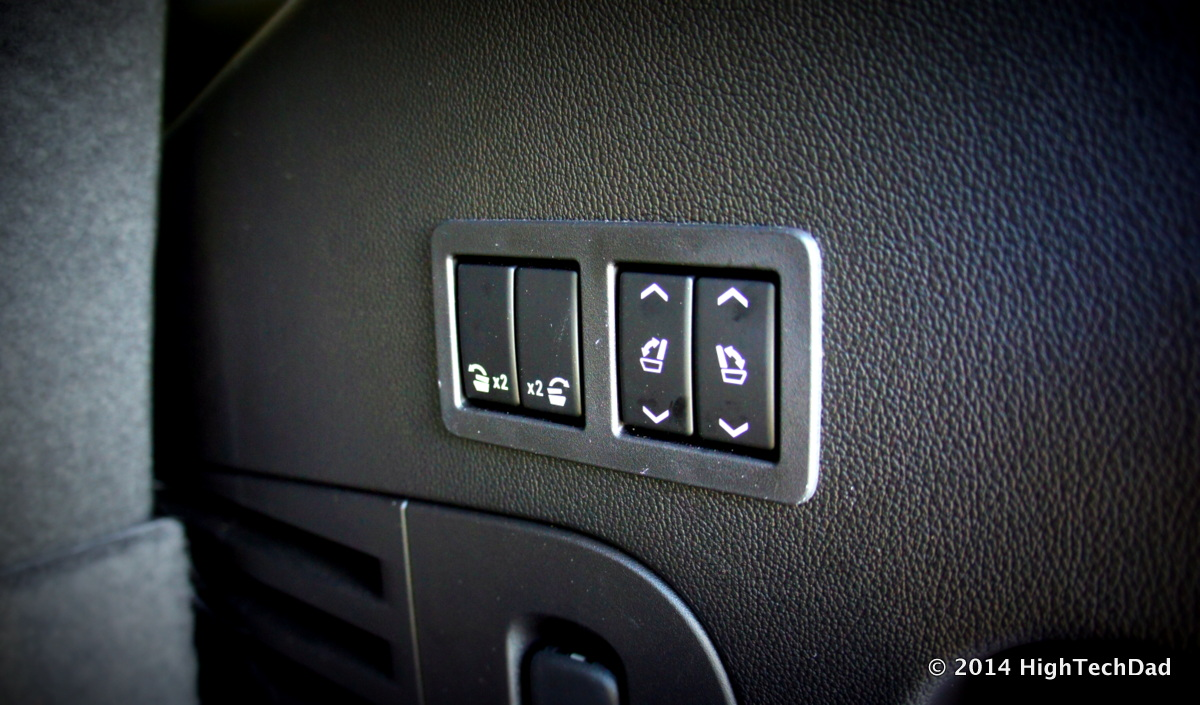
Controles del asiento plegable
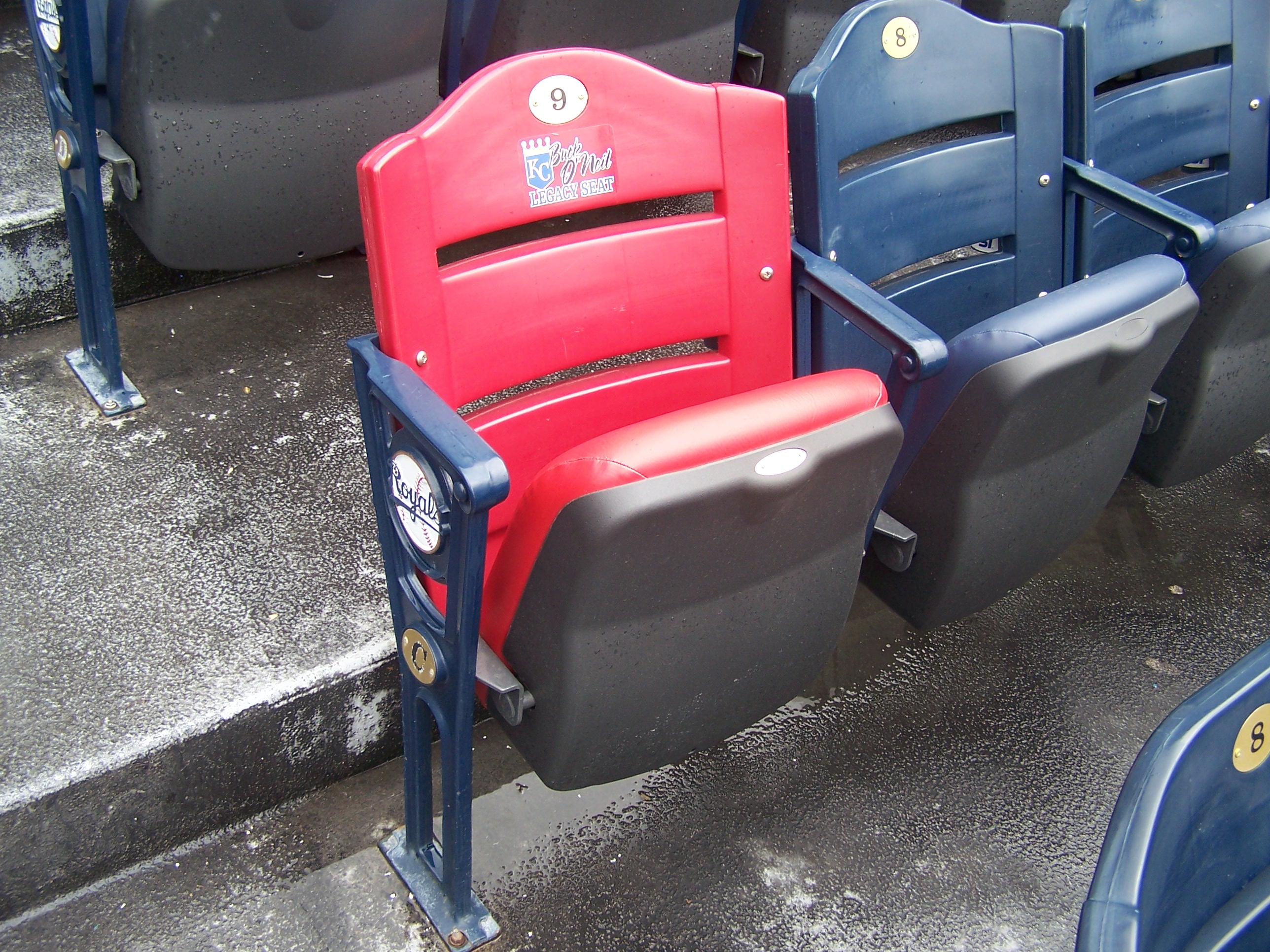
Asientos plegables en el estadio Kauffman

## Asiento vs. silla plegable

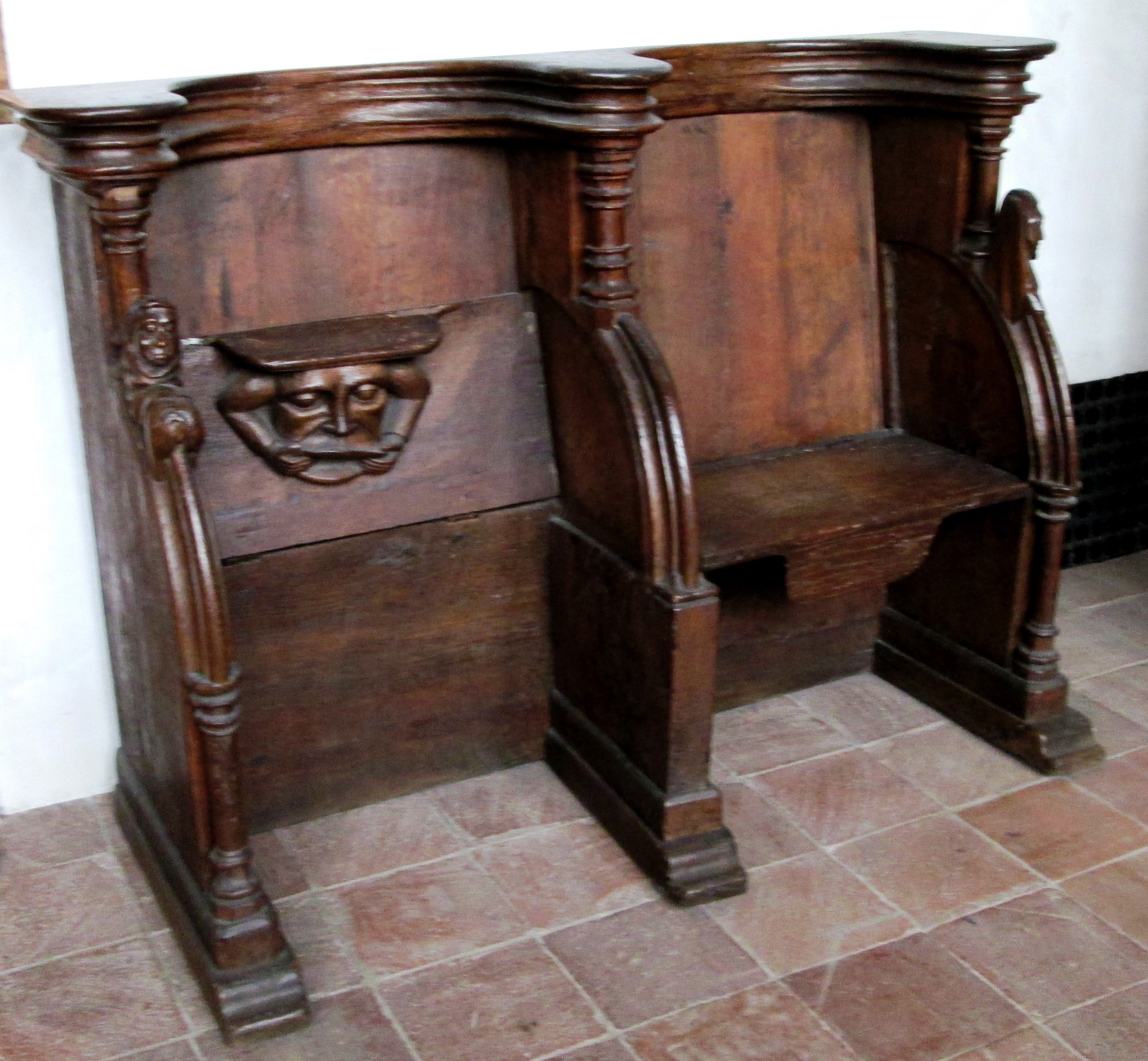
Dos asientos plegables del coro de una iglesia del.

El asiento plegable se diferencia de la silla plegable porque el asiento plegable está fijado en una pared o en el suelo. La silla plegable es autónoma y puede moverse individualmente sin aflojar ninguna conexión de husillo.  Los asientos plegables de la sillería del coro de las iglesias que se utilizaban en el siglo XIX hacían ruidos fuertes cuando se plegaban hacia arriba o hacia abajo. Este ruido no deseado podía evitarse sujetando las solapas del asiento y moviéndolas lentamente.